# Alvaro Alsogaray
Alvaro Alsogaray (Esperanza, 22 giugno 1913 – Buenos Aires, 1º aprile 2005) è stato un politico e imprenditore argentino.
È stato il principale esponente del neoliberismo in Argentina.

## Biografia
Dopo aver frequentato l'Accademia militare nazionale divenne sottotenente di fanteria. Successivamente studiò Ingegneria militare ed Ingegneria aeronautica all'Università di Córdoba.
Dopo aver lasciato l'esercito divenne imprenditore nel settore del trasporto aereo.

## Attività politica
Nel 1956 fondò il partito "Nuova Forza" di ideali conservatori, al quale aderirono soprattutto esponenti della società civile. Alle elezioni politiche del 1958 tale formazione politica ottenne un discreto successo.
Nel 1959 venne chiamato da Arturo Frondizi a ricoprire la carica di Ministro delle finanze. A volere la sua nomina furono principalmente i grandi proprietari terrieri, desiderosi di proteggere i propri interessi economici, ed i militari.
Alsogaray fece fronte al passivo della Bilancia dei pagamenti svalutando il Peso ed introducendo drastiche misure di contenimento della spesa pubblica. Il risultato di queste politiche fu un incremento delle esportazioni ma un raddoppio dei prezzi al consumo nel solo anno 1959 ed una riduzione del salario reale del 20%. L'economia cadde così in un grave stato di recessione. 
Insoddisfatto dell'operato del proprio ministro, Frondizi, pur non rimuovendolo dal proprio ufficio, nominò consulente governativo l'economista Rogelio Julio Frigerio, incaricandolo di fatto di rilanciare l'economia nazionale.
Divenuto ormai fortemente impopolare e sentendosi marginalizzato, Alsogaray non poté fare altrimenti che rassegnare le proprie dimissioni. Venne richiamato nel 1962 per un breve periodo dal Presidente José María Guido.
Nel 1982 fondò l'Unione del Centro Democratico che alle elezioni del 1983 ottenne due milioni di voti (10%).
Fu deputato presso il Congresso nazionale dal 1983 al 1999.